# تثليث خطي

إذا كنت واقفاً عند B وتريد معرفة الموقع النسبي للنقاط P1,P2وP3 في المستوي. تتم العملية بقياس أنصاف الأقطار r1, r2, r3 لتحديد موقع النقطة B النسبي

التثليث الخطي أو التثليث بقياس الأضلاع (بالإنجليزية: Trilateration)‏ هي طريقة لتحديد المواقع النسبية للأجسام بالنسبة لبعضها البعض باستخدام هندسة المثلثات على شكل مشابه لعملية التثليث الزاوي. على خلاف عملية التثليث الزاوي والتي تستخدم قياسات الزوايا (بالإضافة إلى مسافة واحدة على الأقل) لحساب موقع الجسم، فإن عملية التثليث الخطي تستخدم المواقع المعروفة لنقطتين أو أكثر والمسافة المقاسة بين الجسم والنقطة المرجع. من أجل تحديد الموقع النسبي لأي نقطة في المستوي، نحتاج على الأقل إلى ثلاث نقاط مرجعية بشكل عام.

## الاستنتاج
من الممكن الحصول على الاستنتاج الرياضي للتثليث الخطي لمسألة بأخذ صيغ ثلاث كرات وحلها حلاً مشتركاً. من أجل القيام بذلك يجب تطبيق ثلاث قيود على المراكز وهي: المراكز الثلاث يجب أن تكون في المستوي z=0، واحد من المراكز أن يكون في مركز الإحداثيات، وآخر أن يكون على محور السينات x. ولكن من الممكن نقل أي مجموعة من ثلاث نقاط لتحقيق الشروط السابقة، إيجاد الحل ومن ثم النقل المعاكس لإيجاد الحل النهائي في نظام الإحداثيات الأصلي.
بالبدء بمعادلات الكرات الثلاث:
{\displaystyle r_{1}^{2}=x^{2}+y^{2}+z^{2}},
{\displaystyle r_{2}^{2}=(x-d)^{2}+y^{2}+z^{2},}
و
{\displaystyle r_{3}^{2}=(x-i)^{2}+(y-j)^{2}+z^{2}},
بتبديل المعادلة الثانية في الأولى والحل بالنسبة للمتحول x نجد:
{\displaystyle x={\frac {r_{1}^{2}-r_{2}^{2}+d^{2}}{2d}}}.
وبتبديل هذه ثانية في معادلة الكرة الأولى ينتج لدينا معادلة دائرة، وهي دائرة تقاطع الكرتين الأولى والثانية:
{\displaystyle y^{2}+z^{2}=r_{1}^{2}-{\frac {(r_{1}^{2}-r_{2}^{2}+d^{2})^{2}}{4d^{2}}}}.
وبحل هذه المعادلة مع معادلة الكرة الثالثة نجد:
{\displaystyle y={\frac {r_{1}^{2}-r_{3}^{2}-x^{2}+(x-i)^{2}+j^{2}}{2j}}={\frac {r_{1}^{2}-r_{3}^{2}+i^{2}+j^{2}}{2j}}-{\frac {i}{j}}x}.
الآن ينتج لدينا الإحداثيات x وy للنقطة المطلوبة، نرتب الحدود ونبدل في معادلة الكرة الأولى فنجد الإحداثيات z:
{\displaystyle z={\sqrt {r_{1}^{2}-x^{2}-y^{2}}}}
حيث تؤخذ الجذور الموجبة لهذه القيمة من أجل حل ممكن التمثيل في الفضاء الحقيقي.

## تطبيقات
يستخدم التثليث الخطي في تحديد مكان نزول الصواعق، وهي عملية مفيدة جداً خاصة للوقاية من الحرائق في الغابات.
كما يستخدم في أنظمة تحديد المواقع GPS، لكن تستخدم الكرات بدلاً من الدوائر، ويطبق عليها معادلات رياضية معقدة تدخل فيها النسبية العامة والخاصة.